# Kilroy Was Here (Styx)
Kilroy Was Here is het elfde studioalbum van Styx uit Chicago. Het betekende de zwanenzang voor de band in deze samenstelling. Het is vernoemd naar de mysterieuze graffiti die sinds de Tweede Wereldoorlog overal ter wereld opdook. 
Kilroy, een oude rocker, is een verzetsheld tegen een streng fascistoïde regime en de MMM (Majority for Musical Morality). De uitvoering is analoog aan een rockopera met bijvoorbeeld films die de muziek ondersteunden. Het album verkocht nog goed, waarschijnlijk in de naslaap van hun Paradise Theatre, dat als Styx’ meesterwerk wordt beschouwd. Het haalde de derde plaats in de Billboard Album Top 200 en verkocht meer dan 1.000.000 exemplaren in de Verenigde Staten. De promotietour voor dit album verliep echter desastreus en zou uiteindelijk leiden tot een breuk tussen DeYoung en de rest van de band. Het was echter niet DeYoung die opstapte, maar Shaw. Hij ging verder in Bad English.

## Musici
- Dennis DeYoung – toetsinstrumenten, zang
- Tommy Shaw – gitaar, zang
- James Young – gitaar, zang
- Chuck Panozzo – basgitaar, zang
- John Panozzo – slagwerk, percussie, zang

Met
- Mark Ohlsen – trompet
- Mike Halpin –trombone
- Dan Barber - trompet
- Mike Mossman - trompet
- Steve Eisen – saxofoons

## Muziek
| Nr. | Titel                              | Duur |
| --- | ---------------------------------- | ---- |
| 1.  | Mr. Roboto (DeYoung)               | 5:26 |
| 2.  | Cold war (Shaw)                    | 4:21 |
| 3.  | Don’t let it end (DeYoung)         | 4:53 |
| 4.  | High time (DeYoung)                | 4:28 |
| 5.  | Heavy metal poisoning (Young)      | 4:54 |
| 6.  | Just get through this night (Shaw) | 6:01 |
| 7.  | Double life (Young)                | 3:43 |
| 8.  | Haven’t we been here before (Shaw) | 4:04 |
| 9.  | Don’t let it end (DeYoung)         | 2:22 |

## Hitnotering
In de Verenigde Staten verkocht het album dan nog wel goed, in Nederland liep het allemaal minder vlot. Het stond drie weken in de voorloper van de Album Top 100 met een hoogste plaats nummer 38. Noorwegen liet weer een ander beeld zien, dertien weken notering met een derde plaats als hoogste. Engeland hield het bij zes weken notering met een hoogste plaats de 67e. 